# Megisti Lavraklooster

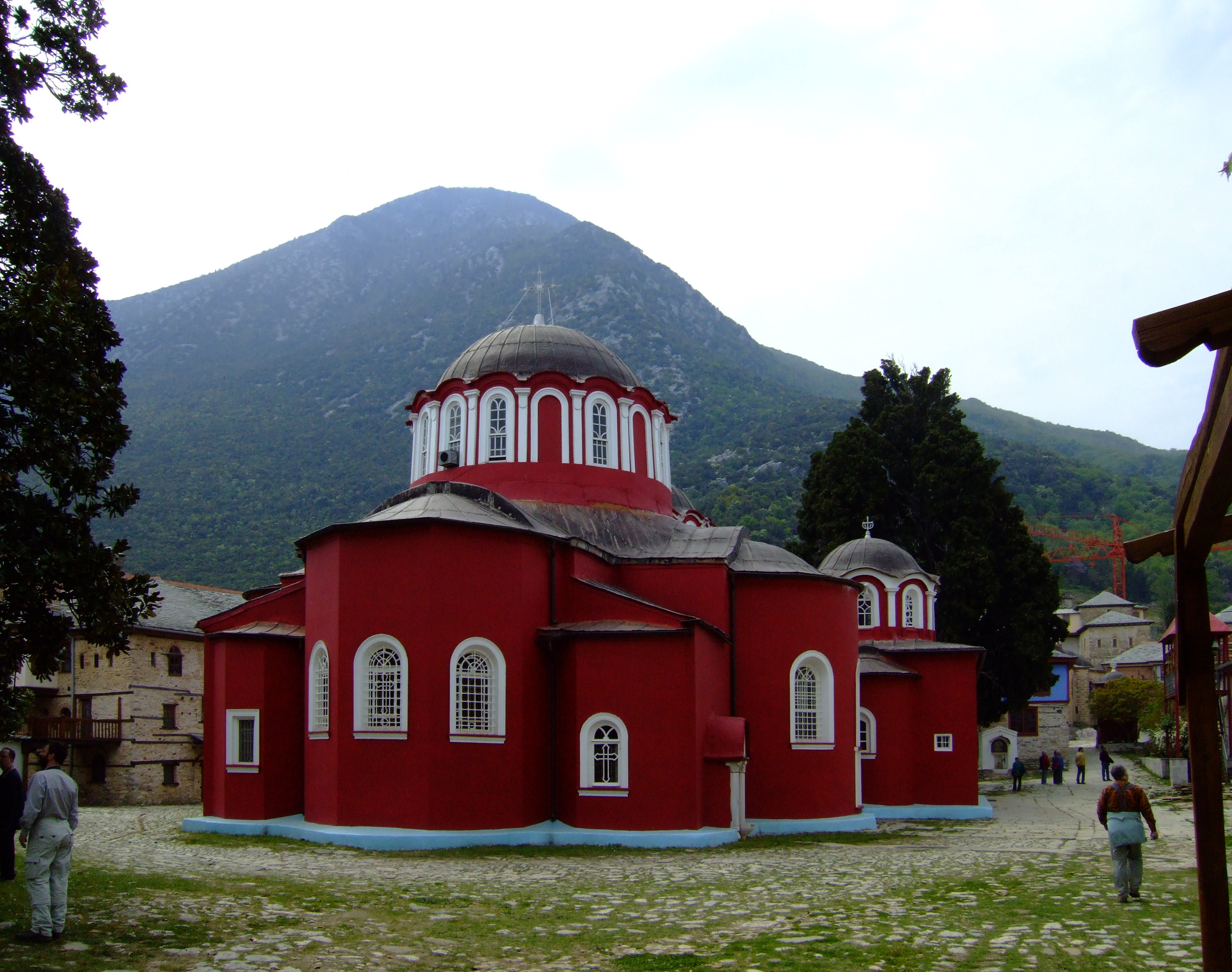
De hoofdkerk van Megisti Lavraklooster

Het Megisti Lavraklooster is het oudste en grootste Grieks-orthodoxe klooster op het schiereiland Oros Athos (Noord-Griekenland). De naam betekent: Groot Laura (Grieks: Μεγίστη Λαύρα, Megísti Lávra). Een laura is een monnikengemeenschap waarin monniken in beginsel als kluizenaars wonen, maar wel onder een abt staan en gezamenlijk de liturgie vieren. Het klooster werd in 963 gesticht door de later heiligverklaarde Athanasius de Athoniet. De oprichting markeert het begin van het georganiseerde kloosterleven op de berg Athos. De geschiedenis van het klooster is het meest compleet vergeleken met de geschiedenis van de andere kloosters, omdat de historische archieven vrijwel intact zijn gebleven.
- Bibliothèque nationale de France: cb11873478w (data)
- Gemeinsame Normdatei: 5507404-2
- International Standard Name Identifier: 0000 0001 2150 0352
- Library of Congress Control Number: n82028238
- Nationale bibliotheek van Australië: 35456830
- Nationale Bibliotheek van Israël: 987007605364305171
- Système universitaire de documentation: 026497638
- Virtual International Authority File: 122904704